# Saquarema Futebol Clube
Saquarema Futebol Clube é uma agremiação esportiva da cidade de Saquarema, no estado do Rio de Janeiro, fundada a 9 de fevereiro de 1920.
Seu estádio, Heitor Bravo, tem capacidade para aproximadamente 2000 pessoas. Suas cores são verde e amarelo.
7
Um dos seus maiores jogadores, foi Juarez, eterno camisa 10, manteve a tradição do clube, sendo treinador das divisões de base. As equipes de base dirigidas por Juarez  conquistaram inúmeros títulos amadores, destaque para os jogadores da base :Pitter, Ronan, Pitico, Bruno Melo, Jorginho (Goleiro), Alex, Gil e Igor. Saquarema FC desde 1998 não disputa campeonatos de futebol, sendo gerenciado há muitos anos pela Sra. Neuza Ferrari.

## Títulos
| Estaduais                       | Estaduais | Estaduais  | Estaduais |
| Competição                      | Títulos   | Temporadas |           |
| ------------------------------- | --------- | ---------- | --------- |
| Campeonato Carioca - 2ª divisão | 1         | 1991       |           |

## Rivalidade
O principal adversário do Saquarema era o Esporte Clube Barreira, atual Boavista.